# Axel Lawarée
Axel Lawarée (* 9. Oktober 1973 in Huy) ist ein ehemaliger belgischer Fußballspieler auf der Position des Stürmers. Seit 2014 arbeitet er als Sportdirektor bei Standard Lüttich.

## Karriere
Die Profi-Karriere von Lawarée begann 1991 beim belgischen Verein RFC Seraing. Über Standard Lüttich (1996–1997) kam er 1997 nach Spanien, wo er eine Saison beim FC Sevilla spielte. Anschließend kehrte er nach Belgien zurück und war bei Excelsior Mouscron im Einsatz.
2001 wechselte er nach Österreich zu Schwarz-Weiß Bregenz, wo er in der Saison 2002/03 österreichischer Torschützenkönig wurde. Besonders herausragend war in dieser Saison das Spiel gegen Austria Salzburg, in dem Lawarée fünf Tore, davon vier in einer Halbzeit, erzielen konnte.
Im Februar 2004 folgte der Wechsel zum österreichischen Rekordmeister SK Rapid Wien, wo Lawarée 2005 den ersten Meistertitel seiner Karriere feiern konnte. Im folgenden Jahr kam er zu seinen ersten Einsätzen in der UEFA Champions League, als er mit Rapid in die Gruppenphase einzog.
Für Aufsehen und einen verletzungsbedingten Rückschlag sorgte das Derby im Mai 2005 gegen FK Austria Wien, bei dem Lawarée bei einem Konterangriff vom ihm entgegenstürmenden Austria-Tormann Joey Didulica durch ein brutales Foul schwer verletzt wurde. Er musste aufgrund dessen mehrmals operiert werden. Axel Lawarée erlitt einen Nasenbein-Trümmerbruch, eine Prellung des Augapfels und eine Gehirnerschütterung. Didulica beteuerte seine Unschuld, Lawarée geht nach wie vor davon aus, dass es Absicht war. Deswegen wehrt sich der Belgier auch gegen Entschuldigungen Didulicas.
Im Sommer 2006 wechselte Lawarée zum FC Augsburg, der damals zuvor in die 2. Bundesliga aufstieg, und folgte damit auch seinem ehemaligen Trainer Rainer Hörgl. In der Sommerpause 2007 unterschrieb Lawarée beim damaligen Regionalligisten Fortuna Düsseldorf einen Zweijahresvertrag, der sich durch den Aufstieg in die 3. Liga und dem nachfolgenden Aufstieg in die 2. Bundesliga im Sommer 2009 um ein weiteres Jahr verlängerte. In der Saison 2010/11 spielte Axel Lawarée beim Landesligisten TuS Bösinghoven, mit dem er in die Niederrheinliga aufstieg. Danach ließ er seine Karriere bei den unterklassigen Vereinen RFC Hannutois und FC Richelle United in seiner belgischen Heimat ausklingen, ehe er 2014 den freigewordenen Posten als Sportdirektor bei seinem ehemaligen Klub Standard Lüttich übernahm.
Daneben betreibt er zudem mit Lawarée Axel Consulting SPRL eine Beratungsfirma, die auch mit dem belgischen Fußballverband zusammenarbeitet.

## Sonstiges
Axel Lawarée ist verheiratet und hat drei Kinder.

## Erfolge
- Österreichischer Torschützenkönig bei SW Bregenz: 2002/03 (21 Tore)
- Österreichischer Meister mit Rapid Wien: 2004/05
- ÖFB-Cupfinalist mit Rapid Wien: 2004/05
- Teilnahme an der Champions-League-Gruppenphase 2005 mit Rapid Wien
- Aufstieg mit Fortuna Düsseldorf in die 3. Liga: 2007/08
- Aufstieg mit Fortuna Düsseldorf in die 2. Bundesliga: 2008/09
- Aufstieg in die Niederrheinliga: 2010/11